# Francesc López Balcells
Francesc López Balcells   (Barcelona, 13 de juliol de 1949) fou un jugador d'handbol català que desenvolupà tota la seva carrera esportiva, 1967 i 1982, al F.C. Barcelona.
En el seu palmarès destaquen quatre Lligues espanyoles (1970, 1973, 1980, 1982) i tres Copes (1970, 1972, 1973). Fou 173 cops internacional amb la selecció espanyola i marcà 128 gols, arribant a ser capità del combinat estatal. Participà en els Jocs Olímpics de Múnic de 1972 i de Moscou de 1980, on finalitzà en quinzena i cinquena posició respectivament. Una vegada retirat passà a exercir d'entrenador del Palautordera, el Sant Quirze i el Montcada.